# Gamasellus bellavistae
Gamasellus bellavistae är en spindeldjursart som beskrevs av Rowan M. Emberson 1967. Gamasellus bellavistae ingår i släktet Gamasellus och familjen Ologamasidae. Inga underarter finns listade i Catalogue of Life.